# Alfio Vandi
Alfio Vandi (Santarcangelo di Romagna, Emilia-Romaña, 7 de diciembre de 1955) es un ciclista italiano que fue profesional entre 1976 y 1988. En su palmarés destaca la victoria en la Clasificación de los Jóvenes del Giro de Italia de 1976, la primera en que se instauró esta clasificación. Fue en esta cursa donde obtuvo los mejores resultados, a pesar de que nunca consiguió ganar ninguna etapa, acabando cuatro veces entre los diez primeros clasificados. Otros resultados destacados serían la victoria al Giro del Vèneto de 1976 y la Milà-Turín de 1979.

## Palmarés
1975
- Coppa della Pace

1976
- Giro del Veneto
- Clasificación de los Jóvenes del Giro de Italia

1977
- 1 etapa de la Tirreno-Adriático

1979
- Milán-Turín

1981
- Giro de Reggio Calabria
- Coppa Placci

## Resultados en las grandes vueltas
| Carrera         | 1976 | 1977 | 1978 | 1979 | 1980 | 1981 | 1982 | 1983 | 1984 | 1985 | 1986 | 1987 | 1988 |
| --------------- | ---- | ---- | ---- | ---- | ---- | ---- | ---- | ---- | ---- | ---- | ---- | ---- | ---- |
| Giro de Italia  | 7.º  | 4.º  | 7.º  | -    | -    | 7.º  | 12.º | 20.º | -    | -    | 11.º | 33.º | 31.º |
| Tour de Francia | -    | -    | -    | Ab.  | -    | -    | -    | 39.º | -    | -    | -    | -    | -    |
| Vuelta a España | -    | -    | -    | -    | -    | -    | -    | -    | -    | -    | -    | -    | -    |
| Mundial en Ruta | -    | -    | -    | -    | -    | Ab.  | -    | -    | -    | -    | -    | -    | -    |

-: no participa

Ab.: abandono